# Pacyfikacja wsi Skłody Borowe
Pacyfikacja wsi Skłody Borowe – masowy mord na ludności cywilnej dokonany przez okupantów niemieckich 11 sierpnia 1944 roku we wsi Skłody Borowe. Z rąk żołnierzy Wehrmachtu zginęło wtedy 21 osób. Wieś została częściowo spalona.

## Przebieg pacyfikacji
Skłody Borowe leżą w odległości około 17 kilometrów od Wysokiego Mazowieckiego. Przed pacyfikacją liczyły około 30 gospodarstw, zamieszkiwanych przez blisko 200 mieszkańców.
W sierpniu 1944 roku, na skutek szybkich postępów Armii Czerwonej, wieś znalazła się w strefie przyfrontowej. Niemcy nakazali wtedy ludności przenieść się do położonej kilka kilometrów dalej na zachód wsi Wojny-Pogorzel. Część mieszkańców nie podporządkowała się jednak temu zarządzeniu, co stało się przyczyną pacyfikacji.
11 sierpnia 1944 roku Niemcy urządzili obławę w Skłodach Borowych. Ujętych mieszkańców, w liczbie kilkudziesięciu, zamknięto w piwnicy jednego z gospodarstw. Po kilku godzinach Niemcy zwolnili kobiety z dziećmi, rozkazując im udać się do Dąbrówki Kościelnej. Mężczyzn zabrali natomiast na podwórko Bolesławy Wojno. Tam pięciu z nich rozkazali wykopać duży dół. Zorientowawszy się, jakie są zamiary żołnierzy, wyznaczeni do pracy mężczyźni podjęli próbę ucieczki. Dwóch zastrzelono, trzej zdołali zbiec.
Pozostałych Polaków postawiono nad wykopem, który pozostał po zrujnowanej piwnicy Wojno i rozstrzelano ogniem broni maszynowej. Rannych dobijano. Ponadto niektórzy mieszkańcy wsi zostali zabici tam, gdzie zastali ich Niemcy: na łąkach, w pobliskim lesie, w domach. We własnym gospodarstwie została zastrzelona m.in. 56-letnia Leokadia Konopko.
Niemcy częściowo spalili wieś oraz sąsiednie Pułazie-Świerże i Krasowo Wielkie. W Skłodach Borowych zniszczyli 9 domów i 24 budynki gospodarcze. Zrabowali także 45 koni, 63 krowy, 138 sztuk trzody chlewnej.
W trakcie pacyfikacji zamordowanych zostało 21 osób, w tym jedna kobieta. Cztery ofiary pochodziły z sąsiednich wsi (po jednej ze Starych Żoch, Krasowa Wielkiego, Lizy Starej, Marynki). Egzekucję przeżyło pięciu mężczyzn: trzech, którzy uciekli podczas kopania grobów, oraz dwóch, którzy nie odnieśli śmiertelnych ran i ocaleli, udając martwych.
Autorzy opracowania Wieś białostocka oskarża… podają, że zbrodni dokonali żołnierze Wehrmachtu z LV Korpusu Armijnego 2. Armii. Józef Fajkowski i Jan Religa podają natomiast, że niemieccy żołnierze tworzyli kordon wokół wsi, podczas gdy egzekucję przeprowadzić mieli bliżej niezidentyfikowani „Ukraińcy z grupy specjalnej”.

## Epilog
Po wojnie wieś odbudowano. Zwłoki ofiar pacyfikacji spoczęły na cmentarzu parafialnym w Nowych Piekutach.
W 2004 roku, w 60. rocznicę pacyfikacji, w centrum wsi odsłonięto pomnik upamiętniający ofiary niemieckiej zbrodni.